# 马奇瓦拉
马奇瓦拉（Machhiwara），是印度旁遮普邦Ludhiana县的一个城镇。总人口18363（2001年）。

## 人口
该地2001年总人口18363人，其中男性9730人，女性8633人；0—6岁人口2631人，其中男1433人，女1198人；识字率60.40%，其中男性为64.42%，女性为55.87%。